# Salpinia laosensis
Salpinia laosensis là một loài bọ cánh cứng trong họ Cerambycidae.